# Spółdzielnia spożywców

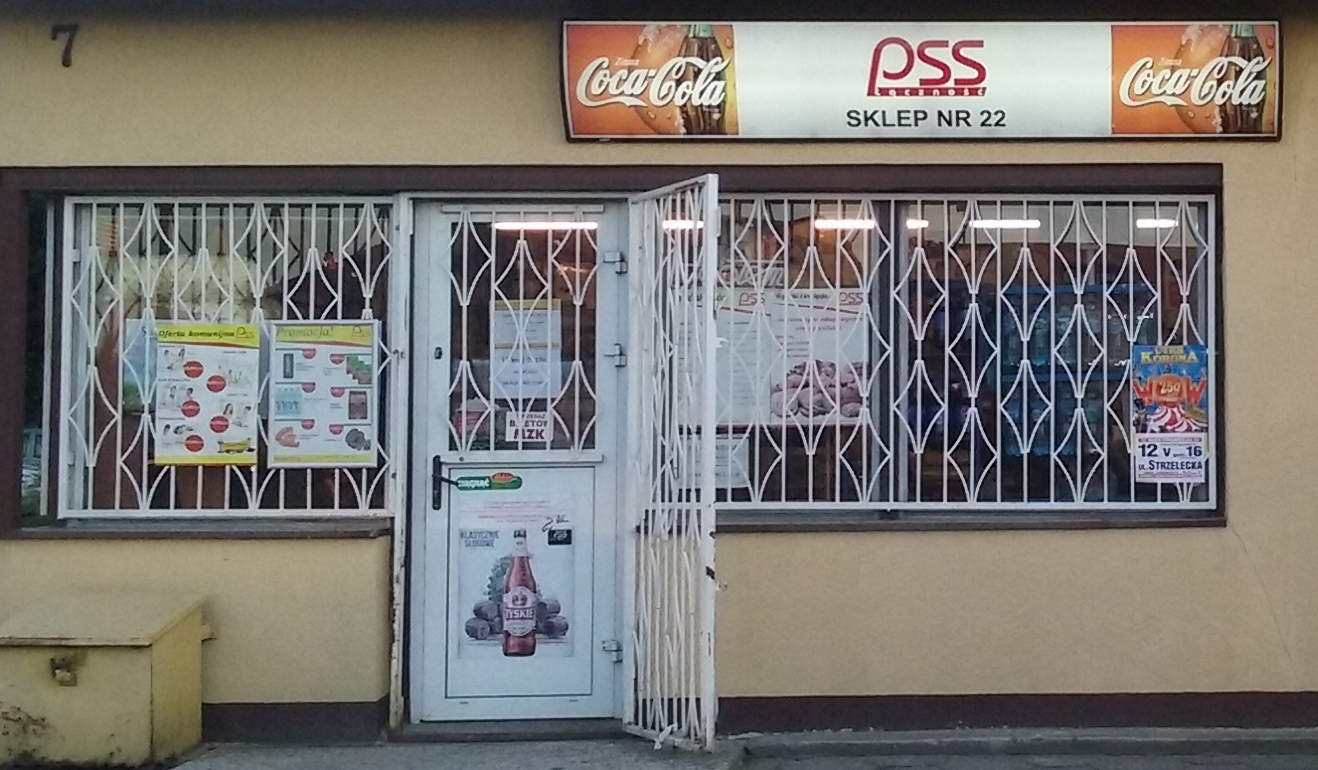
Wybudowany po 1989 r., działający do dziś spółdzielczy sklep PSS Społem. Tomaszów Mazowiecki

Spółdzielnia spożywców – forma współpracy gospodarczej, której celem nie jest zysk pieniężny, a zapewnienie uczestnikom tanich i dobrej jakości towarów lub usług. Choć zysk z działalności może zostać przeznaczony na fundusz gromadzki, poprzez który członkowie spółdzielni mogą finansować różne rzeczy, np. otworzenie nowego sklepu, otwarcie piekarni czy budowa placu zabaw. Spółdzielnie przybierają często formę punktów sprzedaży detalicznej, będących własnością i zarządzanych przez klientów. Klientami są zazwyczaj jednostki, które dostarczyły kapitał potrzebny do uruchomienia lub nabycia danego przedsiębiorstwa spółdzielczego.

## Opis
W niektórych krajach spółdzielnie spożywców są nazywane kooperatywami handlowymi. Nie należy mylić ich ze spółdzielniami sprzedawców, które zrzeszają handlowców, a nie spożywców (inaczej konsumentów).
Istnieje wiele typów spółdzielni konsumentów: spółdzielnie opieki zdrowotnej, ubezpieczeniowe, mieszkaniowe, jak również kredytowe, agrarne i te, które zajmują się dostawą energii, wody czy usług telekomunikacyjnych.
Główna różnica pomiędzy spółdzielnią konsumentów a innymi formami przedsiębiorczości opiera się na tym, że celem stowarzyszonej spółdzielni spożywców jest dostarczanie wysokiej jakości towarów i usług po jak najniższych cenach dla swoich klientów-właścicieli, a nie zyskowna sprzedaż towarów i usług po możliwie najwyższej cenie.
W praktyce spółdzielnie spożywców wyceniają dobra i usługi na poziomie konkurencyjnych cen rynkowych. Różnica polega na tym, że tradycyjne przedsiębiorstwo nastawione na zysk będzie traktować różnicę między kosztem a ceną sprzedaży jako korzyść finansową dla inwestorów, natomiast spółdzielnia będąca własnością klientów może zachować ten nagromadzony kapitał jako wspólną własność lub przeznaczyć na cele społeczne. Istnieje też możliwość zwrotu tej sumy jako nadpłaty klientom-właścicielom (członkom spółdzielni). Nagromadzony w ten sposób kapitał może zostać zachowany jako rezerwa lub zainwestowany (w lokaty, zakup nieruchomości, produkcję na własne potrzeby itp.).
Duże spółdzielnie konsumenckie działają podobnie jak inne przedsiębiorstwa i wymagają pracowników, zarządców, pracowników administracyjno-biurowych, produktów i klientów, by móc kontynuować swoją działalność. W mniejszych spółdzielniach klienci-właściciele samodzielnie wykonują te zadania. Spółdzielnie mogą bardzo różnić się zarówno kapitałem startowym, jak i sposobem prowadzenia, ale by być wiernym formie spółdzielni spożywców (konsumentów), przedsiębiorstwo musi przestrzegać tzw. zasad z Rochdale (od miejscowości, w której powstała pierwsza spółdzielnia spożywców).
Spółdzielnie konsumentów mogą łączyć się w spółdzielcze stowarzyszenia hurtowe, poprzez które kolektywnie dokonują zakupu towarów po cenach hurtowych. Zdarza się, że takie federacje wchodzą w posiadania fabryk czy ziemi i organizują produkcję na potrzeby zrzeszonych w nich konsumentów.

## Sposób zarządzania
Spółdzielnia spożywców działa na zasadzie demokratycznej kontroli, na zasadzie jeden członek spółdzielni – jeden głos. Większe spółdzielnie posiadają zarząd, wybierany spośród i przez członków spółdzielni. Zarząd jest zazwyczaj odpowiedzialny za pilnowanie, czy spółdzielnia spełnia swoje cele, zarówno finansowe, jak i społeczne. Zasady funkcjonowania spółdzielni mogą być skodyfikowane w formie regulaminu. W większości spółdzielni konsumentów odbywają się regularne spotkania ich członków.

## Problemy spółdzielczości spożywczej
Ponieważ spółdzielnie konsumentów są zarządzane w sposób demokratyczny, są one podatne na problemy typowe dla rządów demokratycznych. Można to zminimalizować lub nawet wyeliminować za pomocą częstego dostarczania członkom-właścicielom spółdzielni rzetelnych materiałów edukacyjnych dotyczących obecnej kondycji przedsiębiorstwa i wszystkiego, co nań wpływa.

## Badania spółdzielczości konsumenckiej
Spożywcza spółdzielczość była przedmiotem badań ze strony ekonomii spółdzielczej. Badacze podkreślają szeroki wachlarz korzyści tej formy współpracy gospodarczej, takich jak ekonomiczna demokracja, sprawiedliwość, przejrzystość, wyższą jakość produktów i korzyści finansowe dla klientów.

## Spółdzielnie spożywców na świecie

### Australia
- Australia University Co-operative Bookshop, spółka z o.o., spółdzielnia księgarska, największa spółdzielnia konsumentów w Australii, założona przez studentów w 1958 r., rozrosła się w takim stopniu, że stała się największym dostawcą materiałów edukacyjnych w Australii. Księgarnia ta zarządza ponad 40 oddziałami w całej Australii, stroną internetową, a także prowadzi działalność w zakresie usług dodatkowych. Ma ona ponad 1,3 miliona stałych członków.
- The Wine Society (Australian Wine Consumers’ Co-operative Society Limited). The Wine Society zostało założone w 1946 r., obecnie posiada ponad 58 tys. członków. Produkuje i sprzedaje wina własnej marki, prowadzi kursy z dziedziny winoznawstwa, a także przyczynia się do promowania młodych właścicieli winnic.

### Europa
- W Wielkiej Brytanii na terenie całego kraju działa The Co-operative Group (dawniej Co-operative Wholesale Society lub CWS). Posiada ona wiele własnych supermarketów, jak również w ilościach hurtowych dostarcza towarów dla większości brytyjskich stowarzyszeń spółdzielczych, jednocząc tym samym markę i logo The Co-op.
- W Skandynawii narodowe spółdzielnie Norwegii, Szwecji i Danii połączyły się w Coop Norden w styczniu 2002 r.
- We Włoszech uformowała się sieć-federacja Coop Italia, utworzona przez wiele spółdzielni-członków; w 2005 sieć ta opanowała 17,7% włoskiego rynku spożywczego.
- W Finlandii The S Group posiada 22. spółdzielnie regionalne i 19. lokalnych sklepów spółdzielczych, które z kolei należą do swoich klientów. W 2005 r. The S Group przejęła swojego najbliższego rywala Kesko Oyj, osiągając 36% udziału na rynku spożywczym, w porównaniu do 28-procentowego udziału Kesko Oyj.
- W Polsce w 1907 utworzona została Powszechna Spółdzielnia Spożywców „Społem”, która rozrosła się znacznie w okresie międzywojennym XX w., a po II wojnie światowej przekształcona została w wojewódzkie spółdzielnie spożywców (WSS) „Społem”, które łącznie stanowiły w Polsce jedną z największych marek spółdzielczości (jeśli nie największą). Po 1990 roku WSS „Społem” podzieliły się, z ich regionalnych i lokalnych oddziałów wyodrębniły się samodzielne przedsiębiorstwa i spółdzielnie, z których znaczna część zachowała w swej nazwie określenie „Społem”, zrzeszając się w Krajowym Związku Rewizyjnym Spółdzielni Spożywców Społem. Obok spółdzielni zrzeszonych w Społem, krytykowanych za komercjalizację i biurokratyzację, istnieją też małe spółdzielnie konsumenckie o charakterze antykapitalistycznym, takie jak Warszawska Kooperatywa Spożywcza (http://www.wks.waw.pl).

### Japonia
Japonia charakteryzuje się pokaźnym i dobrze rozwiniętym ruchem spółdzielczo-konsumenckim, który posiada ponad 14 milionów członków. Same tylko spółdzielcze punkty sprzedaży detalicznej osiągnęły wspólnie obrót w wysokości 2.519 tryliona jenów (21.184 miliarda dolarów, według kursu z 15 listopada 2005) w latach 2003–2004. Japońska spółdzielnia Kobe (コープこうべ) w Prefekturze Hyōgo jest największą kooperatywą detaliczną w Japonii; ponieważ liczy ona ponad 1,2 miliona członków, jest jednym z największych tego typu spółdzielni na świecie. Poza spółdzielniami sprzedaży detalicznej istnieją także spółdzielnie opieki zdrowotnej, mieszkaniowe i ubezpieczeniowe, równolegle z instyntucjonalnymi (w tym kontekście: mieszczącymi się w/ działającymi w miejscu pracy), spółdzielnie dla nauczycieli szkolnych oraz mieszczące się na uniwersytetach.
Przypuszcza się, że 1. z 5. japońskich rodzin należy do lokalnej spółdzielni detalicznej oraz że 90% członków wszystkich spółdzielni to kobiety. (Takamura, 1995). Niemal 6 milionów rodzin należy do jednej z 1 788 000 grup Han (Japanese Consumers’ Co-operative Union, 2003). Grupy te składają się z pięciu do dziesięciu członków danej dzielnicy, którzy składają wspólnie tygodniowe zamówienia, które następnie są dostarczane ciężarówką w następnym tygodniu. Szczególną siłą japońskich spółdzielni spożywczych w ostatnich latach był rozkwit wspieranej przez społeczność lokalną agrokultury – gdzie świeży produkt jest bezpośrednio wysyłany do konsumentów od producentów, z pominięciem rynku.

### Ameryka Północna
W Stanach Zjednoczonych PCC (Puget Consumers Cooperative) Natural Markets z Seattle jest największą spółdzielnią spożywczą w posiadaniu klientów. The National Cooperative Grocers Association zajmuje się katalogiem spółdzielni spożywczych. Również w z Seattle ma swoją siedzibę R.E.I. – spółdzielnia specjalizująca się w sprzęcie turystycznym, która jest największą spółdzielnią spożywczą w USA, podobnie jak kanadyjski Mountain Equipment Co-op in Kanada. Wszystkie stowarzyszenia kredytowe w Stanach Zjednoczonych to finansowe kooperatywy.